# Nordic Morning
Nordic Morning Group Oyj  est un groupe de médias et une  entreprise publique de Finlande.

## Présentation
Le GroupeNordic Morning est actif sur les marchés intérieurs en Finlande et en Suède. 
Le Groupe Nordic Morning comprend les filiales Nordic Morning en Finlande, Edita Publishing Oy et Edita Prima Oy, et en Suède Nordic Morning et Mods Graphic Studio AB.

## Histoire
L'entreprise a commencé comme le Bureau des publications du Sénat impérial, fondé en 1859. Il est devenu une maison d'édition et d'impression traditionnelle appelée Edita, qui a changé son nom pour Nordic Morning en 2013 et Nordic Morning Group en 2017.